# Cantons del Mosel·la
Els cantons del Mosel·la (Gran Est) són 51 i s'agrupen en 9 districtes:
- Districte de Boulay-Moselle (3 cantons - sotsprefectura: Boulay-Moselle) :
  - cantó de Boulay-Moselle
  - cantó de Bouzonville
  - cantó de Faulquemont
- Districte de Château-Salins (5 cantons - sotsprefectura: Château-Salins) :
  - cantó d'Albestroff
  - cantó de Château-Salins
  - cantó de Delme
  - cantó de Dieuze
  - cantó de Vic-sur-Seille
- Districte de Forbach (7 cantons - sotsprefectura: Forbach) :
  - cantó de Behren-lès-Forbach
  - cantó de Forbach
  - cantó de Freyming-Merlebach
  - cantó de Grostenquin
  - cantó de Saint-Avold-1
  - cantó de Saint-Avold-2
  - canton de Stiring-Wendel
- Districte de Metz-Campagne (9 cantons - prefectura: Metz) :
  - cantó d'Ars-sur-Moselle
  - cantó de Maizières-lès-Metz
  - cantó de Marange-Silvange
  - cantó de Montigny-lès-Metz
  - cantó de Pange
  - cantó de Rombas
  - cantó de Verny
  - cantó de Vigy
  - cantó de Woippy
- Districte de Sarrebourg (5 cantons - sotsprefectura: Sarrebourg) :
  - cantó de Fénétrange
  - cantó de Lorquin
  - cantó de Phalsbourg
  - cantó de Réchicourt-le-Château
  - cantó de Sarrebourg
- Districte de Sarreguemines (6 cantons - sotsprefectura: Sarreguemines) :
  - cantó de Bitche
  - cantó de Rohrbach-lès-Bitche
  - cantó de Sarralbe
  - cantó de Sarreguemines
  - cantó de Sarreguemines-Campagne
  - cantó de Volmunster
- Districte de Thionville-Est (6 cantons - sotsprefectura: Thionville) :
  - cantó de Cattenom
  - cantó de Metzervisse
  - cantó de Sierck-les-Bains
  - cantó de Thionville-Est
  - cantó de Thionville-Oest
  - cantó de Yutz
- Districte de Thionville-Oest (6 cantons - sotsprefectura: Thionville) :
  - cantó d'Algrange
  - cantó de Fameck
  - cantó de Florange
  - cantó de Fontoy
  - cantó de Hayange
  - cantó de Moyeuvre-Grande
- Districte de Metz-Ville (4 cantons - prefectura: Metz) :
  - cantó de Metz-Ville-1
  - cantó de Metz-Ville-2
  - cantó de Metz-Ville-3
  - cantó de Metz-Ville-4